# Ardatow (Nischni Nowgorod)
Ardatow (russisch Арда́тов) ist eine Siedlung städtischen Typs in der Oblast Nischni Nowgorod in Russland mit 9566 Einwohnern (Stand 14. Oktober 2010). Die ehemalige Stadt des früheren Gouvernements Nischni Nowgorod ist nicht zu verwechseln mit der gleichnamigen, 200 km östlich gelegenen Stadt Ardatow in der Republik Mordwinien, ehemals Gouvernement Simbirsk.

## Geographie
Der Ort liegt etwa 130 km Luftlinie südsüdwestlich des Oblastverwaltungszentrums Nischni Nowgorod am Oberlauf der Lemet, eines linken Nebenflusses der Tjoscha.
Ardatow ist Verwaltungszentrum des Rajons Ardatowski sowie Sitz der Stadtgemeinde (gorodskoje posselenije) Rabotschi possjolok Ardatow. Neben der Siedlung gehören zur Gemeinde die bis zu zehn Kilometer nördlich bis westlich gelegenen Dörfer Ismailowka, Kotowka, Lemet, Nowolei, Obchod, Poljana, Sosnowka, Tschuwarleika, Urwan und Uschowka.

## Geschichte
Als Gründungsjahr des 1578 erstmals urkundlich erwähnten Ortes gilt 1552. 1779 erhielt Ardatow als Verwaltungssitz eines Ujesds des Gouvernements Nischni Nowgorod die Stadtrechte.
1923 wurde der Ujesd aufgelöst und 1925 wurde Ardatow wieder in ein Dorf umgewandelt, jedoch 1929 wieder zum Verwaltungssitz eines neu geschaffenen, nach ihm benannten Rajons gemacht. 1959 erhielt der Ort den Status einer Siedlung städtischen Typs.

### Bevölkerungsentwicklung
| Jahr | Einwohner |
| ---- | --------- |
| 1897 | 3.546     |
| 1939 | 5.288     |
| 1959 | 6.264     |
| 1970 | 6.887     |
| 1979 | 7.917     |
| 1989 | 9.353     |
| 2002 | 10.117    |
| 2010 | 9.566     |

Anmerkung: Volkszählungsdaten

## Verkehr
Nordöstlich der Siedlung führt die Regionalstraße 22K-0079 vorbei, die etwa 50 km ostnordöstlich bei Arsamas von der föderalen Fernstraße R158 Nischni Nowgorod – Saransk – Pensa – Saratow abzweigt und weiter über Kulebaki und Nawaschino zu Grenze zur Oblast Wladimir bei Murom führt.
Die nächstgelegene Bahnstation befindet sich etwa 25 km nördlich in der Siedlung Muchtolowo an der Strecke Moskau – Arsamas – Kasan.